# Terceira Guerra Anglo-Holandesa
A Terceira Guerra Anglo-Holandesa (em neerlandês:  Derde Engelse Oorlog or Derde Engelse Zeeoorlog) foi um conflito militar entre a Inglaterra e a República das Sete Províncias Unidas dos Países Baixos que ocorreu entre 1672 e 1674.  Este conflito foi parte da Guerra Franco-Holandesa, onde a Marinha Britânica se uniu a França para atacar a República das Províncias mas foi frustrada em bloquear a costa Holandesa por 4 vitórias estratégicas do almirante Michiel de Ruyter. A tentativa de fazer a província da Holanda um protetorado falhou e o parlamento temeroso de que a aliança com a França fosse parte de um plano para tornar a Inglaterra Católica, forçou o rei a abandonar a cara e infrutífera guerra.